# Föderation Europäischer Narren
Die Föderation Europäischer Narren (F.E.N.) ist ein Dachverband von Karnevalsgesellschaften und Einzelpersonen, der sich zur Förderung und Pflege des Karnevals, beziehungsweise des traditionellen
Faschings verpflichtet.
Gegründet wurde die F.E.N. aus dem „Freundeskreis Europäischer Narren“, der am 21. September 1968 im Fränkischen Raum aus der Taufe gehoben wurde, und dem „Bund Europäischer Karnevals-Vereinigungen“ aus Mönchengladbach, die sich beide am 20. Juni 1970 in Essen zur heutigen F.E.N. zusammenschlossen.
Die F.E.N. betreut europaweit Karnevals- und Faschingsgesellschaften, überwiegend in: Belgien, Frankreich, Griechenland, Holland, Irland, Luxemburg Österreich, Schweiz, Spanien und Deutschland. Die F.E.N. BRD teilt sich in etliche Landesverbände auf. Nach Bedarf sind verschiedene Landesverbände (LV) nochmals in Regionalverbände (RV) untergliedert. Ganz besonderen Wert legt die F.E.N. auf die Förderung des Nachwuchses und der Jugendarbeit in den Karnevalsgesellschaften.